# Pomaré I.

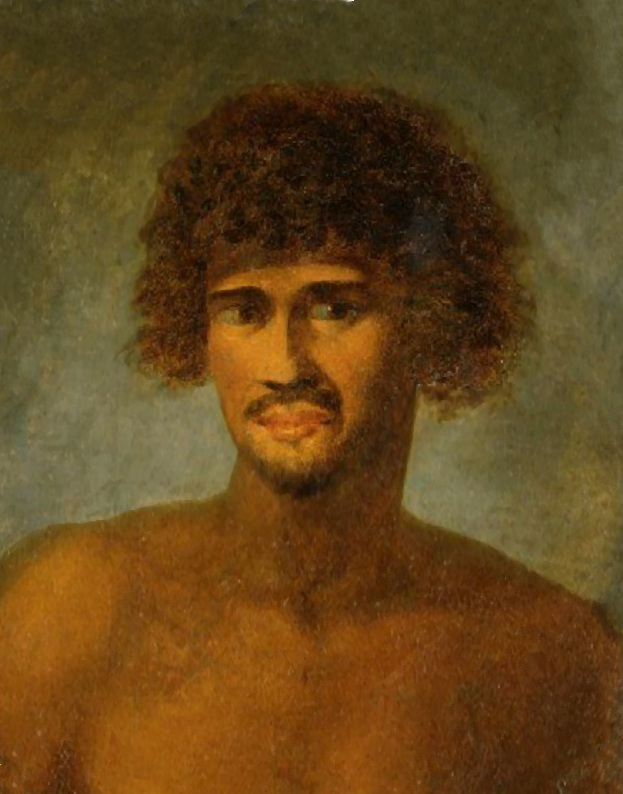
Otoo

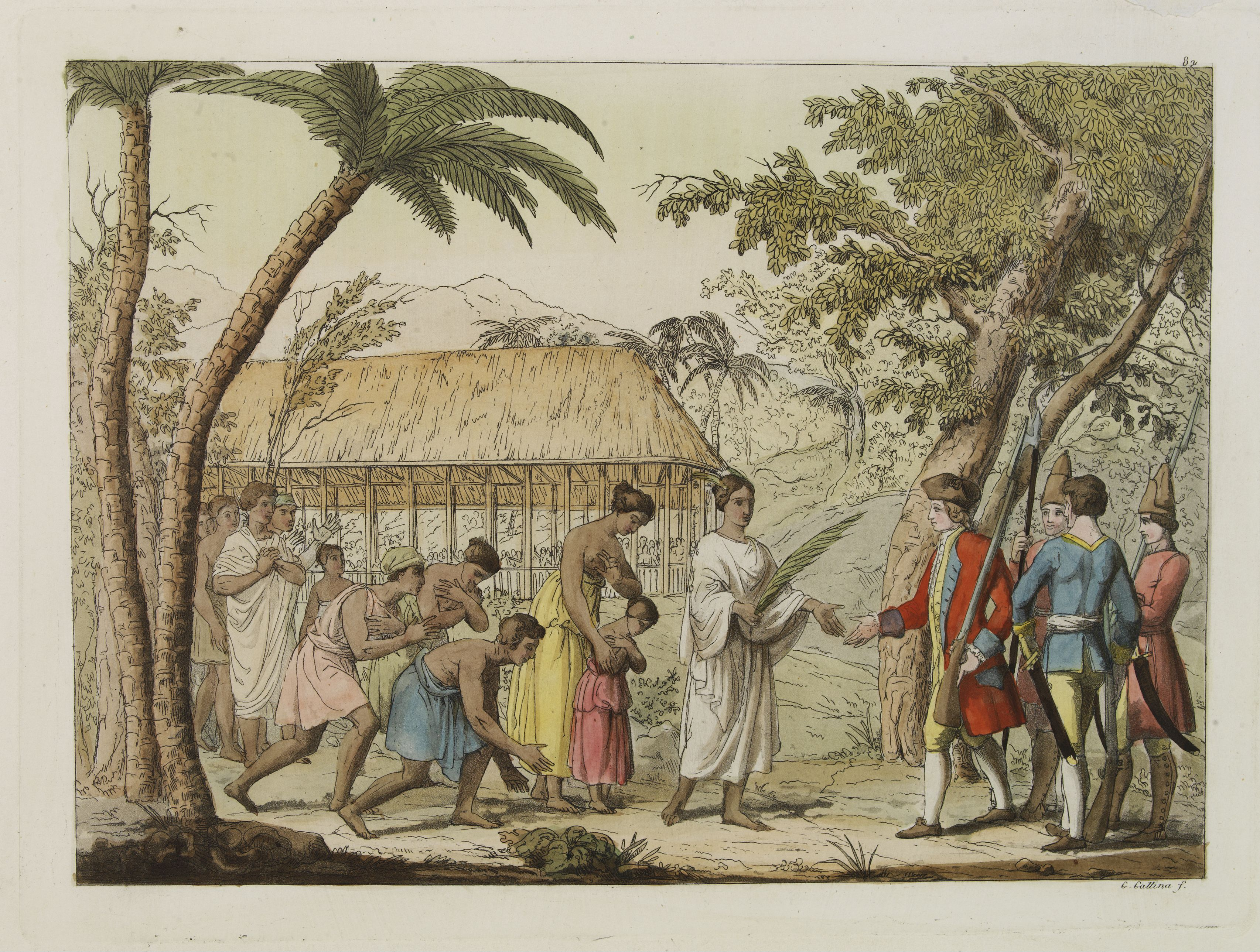
Oberea und Kapitän Wallis

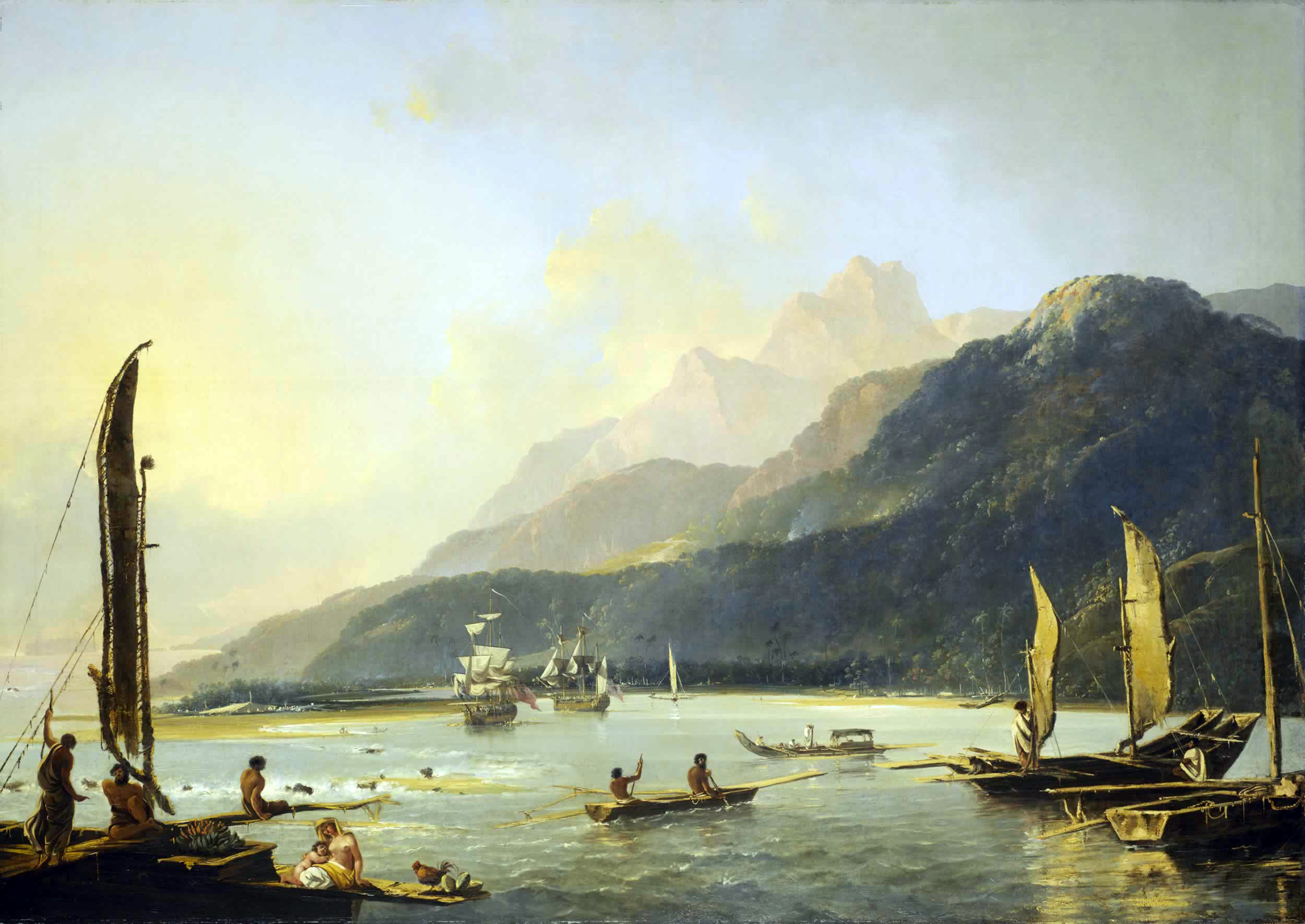
In der Matavai-Bucht

Tunuieaite atua i Tarahoi (* 1743 in Pare; † 3. September 1803 in Arue), genannt Tu oder auch Vairatoa, wurde als Pomaré I. zum ersten König der Pomaré-Dynastie auf Tahiti zwischen 1788 und 1791.

## Herkunft und Familie
Er war zweiter Sohn des „ari'i rahi“ (König oder Haupt-Chef) Tunuieaite atua i Pare, genannt Teu (1720–1802) und seiner ersten Frau Tetupaia i Raiatea und wurde nach dessen Tod am 23. November 1802 Nachfolger als „ari'i rahi“ der nördlichen Bezirke Arue und Pare auf Tahiti. Er heiratete in zweiter Ehe Tetuanui reia i te rai, (1744 bis 16. Januar 1814), Tochter des Teihotu i Ahurai, der aus der Papara-Familie stammte, und seiner Frau Vavea Tetuanui reiaite Raiatea.

## Geschichte
Als der Engländer Samuel Wallis als erster Europäer am 21. Juni 1767 mit der Dolphin in die Matavai-Bucht im Bezirk Haapape, dem nördlichsten Punkt der Insel Tahiti, einlief und mit seinen großen Kanonen zu feuern begann, sah er sich von etlichen Kriegs-Kanus der Eingeborenen umgeben, die an die zweitausend Mann an Bord hatten. Viele Krieger waren noch an der Küste und stiegen in Boote. An diesem Tag begann eine Schlacht, die bis zum 26. Juni andauern sollte und in der Niederlage der Eingeborenen und einer allmählichen Freundschaft gegenüber den eingedrungenen Seefahrern endete.
Zu der Zeit war Vairatoas Onkel Tevahitua i Patea, genannt Amo, der mit Purea (Oberea) verheiratet war, „ari'i rahi“ in Papara, dem wohl wichtigsten Familien-Clan der Insel, da er das Recht hatte, den heiligen Gurt mit den gelben Federn, den „Maro-tee“, zu tragen, oder vielmehr sein Sohn Teriirere, da Amo seine Macht nur als Vormund ausübte, da es Brauch war, dass der älteste Sohn des „ari'i rahi“ gleich nach seiner Geburt das Oberhaupt der Familie wurde.
Im Dezember 1768 kam es zu kriegerischen Auseinandersetzungen über die Vorherrschaft der Clans der nördlichen Bezirke. Anschließend wurde beschlossen, dass Amo als Regent ganz zurücktreten musste; die Nachfolge seines Sohnes Teriirere wurde seinem Cousin Tunuieaite atua übertragen, und Amos jüngster Bruder Teihotu wurde Regent.
Am 13. April 1769, etwa zwei Jahre nach dem Besuch von Wallis, lief Captain James Cook mit der Endeavour in die Matavai-Bucht ein. Er hatte den Auftrag der britischen Royal Society, in einem international angelegten Großprojekt den Venustransit vom 3. Juni 1769 zu beobachten, und errichtete dazu eine Sternwarte am heutigen sogenannten „Point Venus“. Die Insel nannte er „Otaheite“ und den „ari'i rahi“ in Arue und Pare Tu-nui-ea-i-te atua kurz „Otoo“.
Am 17. August 1773 kehrte James Cook nach Tahiti zurück. In seiner Begleitung befanden sich auch die beiden naturwissenschaftlich gebildeten Deutschen Johann Reinhold Forster und Georg Forster. Die Berichte der Entdecker bestimmten für lange Zeit das Bild der Europäer von der Südsee.
Als im Jahre 1787 Leutnant William Bligh von der britischen Regierung beauftragt wurde, mit der Bounty Ableger der eigenartigen Brotfrucht aus Tahiti zu besorgen, um ihre Brauchbarkeit in den verschiedenen tropischen Kolonien von Großbritannien zu erforschen, fand er einen durch Machtkämpfe mit den Clans der Nachbarinsel Eimeo (Moorea) und den Bezirken Paea und Hitiaa, stark geschwächten Tu vor.
Drei Wochen nachdem Bligh am 4. April 1789 von der Insel gesegelt war, kam es zur berühmten Meuterei auf der Bounty. Im Anschluss kamen sechzehn der Meuterer am 22. September zurück nach Tahiti, um einen 30-Fuß-Schoner zu bauen. Die Arbeit dauerte vom 12. November 1789 bis zum 5. August 1790. Mit ihrer Hilfe und ihren Waffen, den Musketen, verhalfen sie ihrem Freund und Schutzpatron Tu zu alter Macht und Stärke und sogar weit darüber hinaus, sodass er den „Maro tee“ und den „Maro ura“, den Gurt verziert mit roten Federn, in seinem Marae von Tarahoe in Arue als Symbol seiner Herrschaft tragen konnte.
Als Vairatoa am 3. September 1803 starb, hatten er und sein Sohn Tunuieaite atua die Oberhand über den nördlichen Teil der Insel erlangt.
Pomaré I. wurde eine Briefmarke von Französisch-Polynesien gewidmet.

## Nachkommen
- Teriinavahoroa, starb an Tuberkulose im Jahre 1792
- Tunuieaite atua Pomaré II. (1782–1821)
- Teriinavahoroa i Taiarapu (1785 bis 19. Juni 1803)
- Tehamai tua